# 挑戦!!
『挑戦!!』（ちょうせん）は、1974年4月6日から同年9月28日まで日本テレビ系列局で放送されていた日本テレビ製作のバラエティ番組である。全12回。

## 概要
5人のレギュラー冒険者それぞれが人間の限界に挑む模様を放送していた番組。冒険者の中には、同じく日本テレビの『火曜スペシャル』と『木曜スペシャル』で脱出マジックを披露して人気を博した初代引田天功もいた。
番組は基本的に毎週土曜 19:30 - 20:00 （日本標準時）に放送されていたが、この年から日本テレビのプロ野球ナイター中継が19:30 - 20:55に放送になったため、ナイターがある日には放送を休止していた。そしてこの番組以後も、土曜19:30枠で放送の番組はたびたび放送を休止するようになった。

## 出演者

### 司会
- 黒澤久雄

### アシスタント
- シリア・ポール

### レギュラー冒険者グループ
- 初代引田天功
- 加藤諒
- 横田靖子
- 見崎博志
- 應蘭芳

## 放送リスト
| 回 | 放送日 （1974年） | サブタイトル                       | 備考                                                                      |
| -- | ----------------- | ---------------------------------- | ------------------------------------------------------------------------- |
| 1  | 4月6日            | 引田天功の大脱出！地獄の岩石落し   |                                                                           |
| 2  | 4月27日           | 驚異の荒行、人間釜ゆで             |                                                                           |
| 3  | 5月11日           | ハダシの超人、鳴門地獄の渦に挑む！ |                                                                           |
| 4  | 5月18日           | 大空の恐怖 死の人間惑星            |                                                                           |
| 5  | 5月25日           | 生か死か？恐怖の逆立ち自転車       |                                                                           |
| 6  | 6月8日            | 決死、激流下り！地獄の関所突破     |                                                                           |
| 7  | 7月6日            | 戦慄の一本橋！宙吊りゴンドラの脱出 |                                                                           |
| 8  | 7月20日           | 海外シリーズ 不死身の超人          | 同日に予定されていたオールスターゲーム第1戦が翌日に延期になったために放送 |
| 9  | 7月27日           | 空手の鉄人、角材メッタ打ち!!       |                                                                           |
| 10 | 8月17日           | 大空に命を賭ける！女性人力飛行士   | 同日に予定されていたナイター中継の中止に伴い放送                          |
| 11 | 8月31日           | 危険男！死の水中縄抜け             |                                                                           |
| 12 | 9月28日           | 沖縄の怪奇・底なし沼の謎           |                                                                           |

参考：『読売新聞縮刷版』読売新聞社、1974年4月6日 - 同年9月28日付のラジオ・テレビ欄。

## 放送局
特記の無い限り全て放送時間は土曜 19:30 - 20:00、同時ネット。
- 日本テレビ（制作局）
- 札幌テレビ[2]
- 青森放送[3]
- テレビ岩手[4]
- 秋田放送[3]
- 山形放送[5]
- 宮城テレビ[6]
- 福島中央テレビ[6]
- 山梨放送[7]
- 北日本放送[8]
- 福井放送[8]
- 中京テレビ[9]
- よみうりテレビ[10]
- 日本海テレビ[11]
- 西日本放送[12]
- 広島テレビ[12]
- 山口放送[13]
- 四国放送[14]
- 南海放送[13]
- 高知放送[13]
- 福岡放送[15]